# 絨頭蟾魚
絨頭蟾魚（学名：Batrachoides liberiensis），為輻鰭魚綱蟾魚目蟾魚科的其中一種，分布於東大西洋區，從塞內加爾至安哥拉海域，體長可達46公分，為底棲性魚類，生活在潮間帶及沿岸，屬肉食性，以其他魚類及蝦子等為食，可作為食用魚。